# Inskrypcja dipylońska

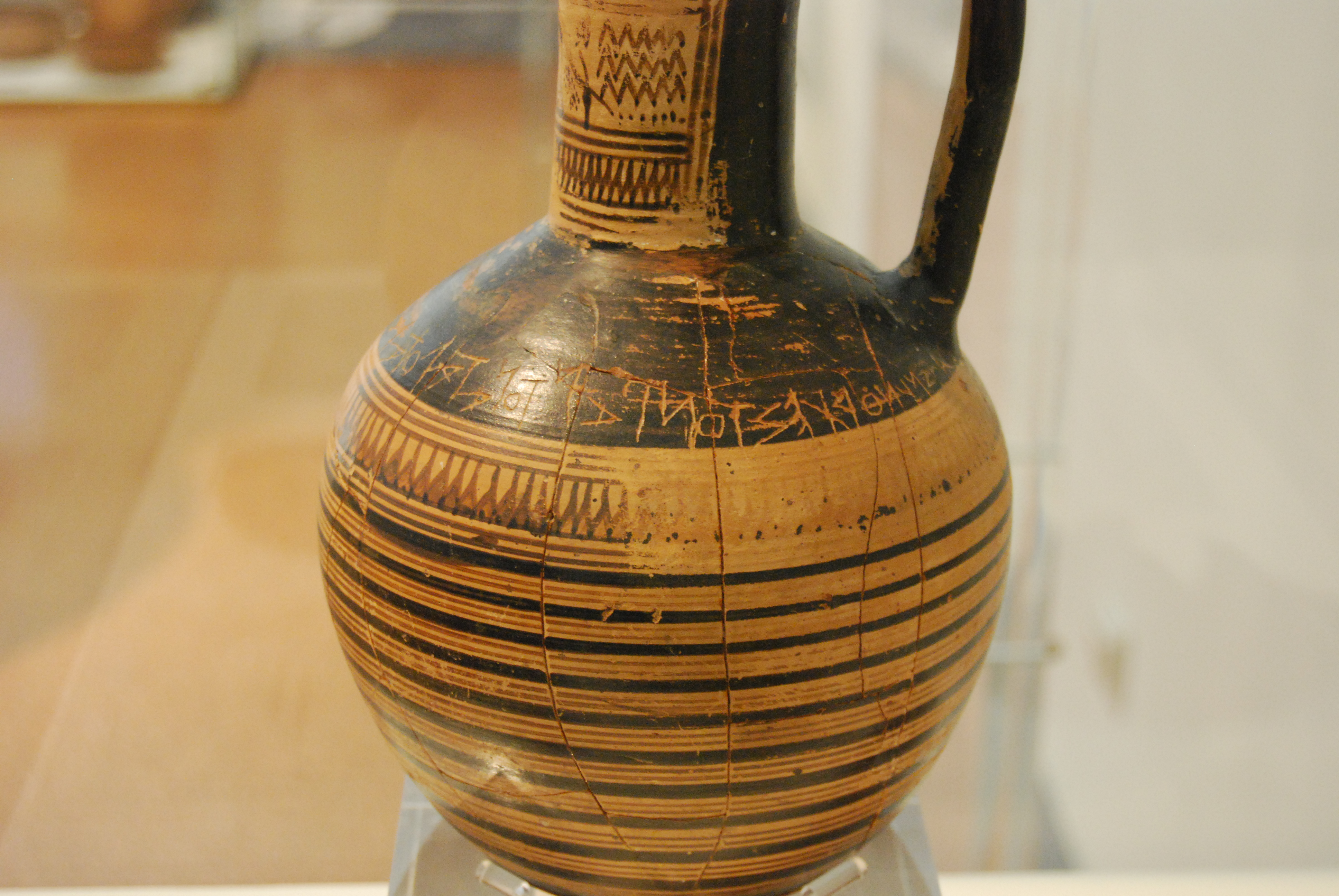
Zdjęcie wazy

Inskrypcja dipylońska – jeden z najstarszych znanych zabytków epigraficznych w alfabecie greckim.
Inskrypcja znajduje się na wykonanej w stylu geometrycznym wazie dipylońskiej, datowanej na około 740 rok p.n.e. Waza została odnaleziona w 1871 roku na cmentarzu w ateńskiej dzielnicy kamieniarzy, w pobliżu Bramy Dipylońskiej. Obecnie znajduje się w zbiorach Narodowego Muzeum Archeologicznego w Atenach (nr inwentaryzacyjny 192).
Na wazie zapisany został heksametr, czytany od prawej do lewej. Z jego treści wynika, iż waza była nagrodą wręczaną zwycięzcy w konkursie tanecznym. Inskrypcja głosi:
hος νῦν ὀρχεστôν πάντον ἀταλότατα παίζει
τô τόδε κλ[.]μιν[...]
co znaczy:
Temu ze wszystkich tancerzy, kto teraz najlepiej zatańczy | to niech przypadnie